# Le Piagge (przystanek kolejowy)
Le Piagge (wł. Stazione di Le Piagge) – przystanek kolejowy we Florencji, w prowincji Florencja, w regionie Toskania, we Włoszech. Znajduje się na linii Leopolda. Przystanek znajduje się naprzeciwko centrum handlowego Le Piagge.
Według klasyfikacji RFI ma kategorię srebrną.

## Linie kolejowe
- Leopolda (Florencja – Piza)